# مجوز کار (بلژیک)
صدور مجوز کار در بلژیک تا حدی توسط قوانین اتحادیه اروپا، به‌ویژه اصل جابجایی آزاد نیروی کار، و تا حدی توسط مقررات خاص بلژیک تنظیم می‌شود.

## الزامات بر اساس ملیت یا وضعیت

### اتباع کشورهای عضو «قدیمی» اتحادیه اروپا (EU-15 + الحاق ۲۰۰۴)
اتباع اتریش، قبرس، جمهوری چک، دانمارک، استونی، فنلاند، فرانسه، آلمان، یونان، مجارستان، ایرلند، ایتالیا، لتونی، لیتوانی، لوکزامبورگ، مالت، هلند، لهستان، پرتغال، اسلواکی، اسلوونی، اسپانیا، سوئد و با بریتانیا مانند کارگران بلژیکی رفتار می شود، یعنی نیازی به مجوز کار ندارند.

### اتباع کشورهای عضو «جدید» اتحادیه اروپا (الحاق ۲۰۰۷)
اتباع بلغارستان و رومانی هنوز باید برای مجوز کار درخواست دهند. این محدودیت‌های انتقالی برای بازار کار بلژیک ممکن است تا ۷ سال پس از الحاق (= ۱ ژانویه ۲۰۱۴) اعمال شود. با این حال، این اتباع می‌توانند از یک روند سریع برای مجوزهای کار برای مشاغلی که رسماً به رسمیت شناخته شده است که کار کوتاه است، سود ببرند.

### ساکنان طولانی مدت اتحادیه اروپا
با افرادی که وضعیت اقامت طولانی مدت در بلژیک را به دست آورده‌اند، مانند کارگران بلژیکی رفتار می‌شود، یعنی نیازی به مجوز کار ندارند.
افرادی که وضعیت اقامت طولانی مدت در یکی دیگر از کشورهای اتحادیه اروپا را به دست آورده‌اند، می‌توانند از یک روند سریع برای مجوزهای کار برای مشاغلی که رسماً به رسمیت شناخته شده است که کار کوتاه است، سود ببرند.

### اتباع کشورهایی که بلژیک با آنها قراردادهای ویژه ای دارد
اتباع کشورهای جانشین یوگسلاوی سابق (بوسنی و هرزگوین، کرواسی، کوزوو، مقدونیه، مونته‌نگرو و صربستان) و برخی از کشورهای مدیترانه‌ای (الجزایر، مراکش، تونس و ترکیه) می‌توانند مجوز کار نوع B را دریافت کنند، حتی اگر تحت این شرایط قرار نگیرند. دسته‌بندی‌های ویژه‌ای که در آنجا ذکر شده است. آنها همچنین می‌توانند برای مجوز کار نوع A یک سال زودتر از اتباع سایر کشورهای غیر اتحادیه اروپا درخواست دهند.

### مجوز کار نوع C
خصوصیات:
- حداکثر مدت اعتبار: یک سال
- معتبر برای همه کارفرمایان

- برای همه مشاغل پولی معتبر است

- به افرادی که اقامت آنها موقت است اعطا می شود

مورد دوم در مورد
دانش آموزی (ثبت نام شده در یک موسسه آموزشی در بلژیک برای تحصیل تمام وقت) که می‌خواهد خارج از تعطیلات مدرسه کار کند، در صورتی که این استخدام بیش از بیست ساعت در هفته نباشد.
فردی که در چارچوب یک رابطه پایدار با یک شریک با ملیت منطقه اقتصادی اروپا (منطقه اقتصادی اروپا یعنی اتحادیه اروپا-27 به اضافه ایسلند، لیختن اشتاین و نروژ) زندگی می کند.